# Седарс-Синайский медицинский центр
Седарс-Синайский медицинский центр (англ. Cedars-Sinai Medical Center) — многопрофильный научно-исследовательский академический медицинский центр в Лос-Анджелесе, США.

## История
Центр был основан в 1902 году под названием Kaspare Cohn Hospital. Это мультидисциплинарный академический центр, входящий в систему здравоохранения Cedars Sinai.
Седарс-Синайский медицинский центр является учебным госпиталем университета UCLA  в Лос-Анджелесе и Университета Южной Калифорнии. Значительные инвестиции в развитие центра внесли многие знаменитые пациенты, среди которых самый большой вклад в 200 миллионов долларов сделал продюсер Дэвид Геффен (David Geffen School). Среди пациентов и спонсоров центра были Фрэнк Синатра, Элизабет Тэйлор, Стивен Спилберг и многие другие знаменитости Голливуда.
Штат сотрудников состоит примерно из 2 тыс. врачей, более 2 тысяч медсестер и 10 тыс. сотрудников вспомогательного обслуживающего персонала, под постоянным наблюдением находятся до 958 пациентов.

## Исследования
Cedars-Sinai является одним из ведущих институтов по конкурсному финансированию исследований со стороны Национальных институтов здравоохранения. Как международный лидер в области биомедицинских исследований, она переводит открытия в успешные методы лечения с глобальным воздействием. 
Исследователи Cedars-Sinai объединяют фундаментальные научные исследования в области биологии стволовых клеток, иммунологии, неврологии и генетики с клиническими и трансляционными открытиями, чтобы продолжать продвигать медицинские прорывы. 
Общие расходы на исследования в 2018-19 гг. составили 227 миллионов долларов; в 2020 финансовом году Cedars-Sinai получила финансирование в размере 90 миллионов долларов от Национальных институтов здравоохранения.
Некоторые известные исследовательские районы и организованные исследовательские подразделения в Cedars-Sinai:
- Искусственный интеллект в медицине
- Центр биомоделирования
- Исследовательский центр биостатистики и биоинформатики
- Исследования рака
- Центр биоинформатики и функциональной геномики
- Центр профилактики остановки сердца
- Центр комплексных исследований рака и образа жизни
- Центр нейробиологии и медицины
- Центр Исследований и образования результатов
- Исследования диабета и ожирения
- Исследование заболеваний органов пищеварения
- Отдел информатики
- Эндокринологические и исследования
- Генетика и геномика исследования
- Исследование сердца
- Исследование изображений
- Иммунология и исследования инфекционных заболеваний
- Связанные с медициной наука и техника
- Нейробиологические исследования
- Легочные исследования
- Исследования  в области регенеративной медицины
- Хирургические исследования
- Исследования в области женского здоровья

## Известные сотрудники
- Гарольд Джереми Сван разработал катетер Swan-Ganz вместе с Уильямом Ганцем в 1970 году.
- Дэвид Хо жил в Cedars, когда впервые столкнулся с сообщениями о СПИДе. С тех пор он занимается исследованиями СПИДа. Он был одним из первых ученых, которые осознали, что СПИД вызывается вирусом.
- Кейт Блэк — невролог.
- Хелен Ландгартен работала арт-психотерапевтом в психиатрическом отделении Медицинского центра Cedars-Sinai.
- Мирон Принцметал — работал в лаборатории.
- Ирвинг Л. Лихтенштейн — разработал хирургическую технику, названную в его честь, с помощью которой лечение грыж было существенно улучшено, и по этой причине считается пионером в хирургии грыж.
- Франц Дашнер был научным сотрудником по инфекционным заболеваниям в медицинском центре Cedars Sinai.
- Джон Ганс Менкес был неврологом и главой отделения детской неврологии и считается первооткрывателем болезни Менкеса.
- Александр Гершман - ди⁠ректор Института современной урологии США,  профессор кафедры урологии Калифорнийского университета, хирург-уролог, создатель техники минимально инвазивной хирургии в урологии, обладатель патентов на изобретения в нескольких отраслях медицинских технологий.[1][2]